# Johan Fernandez de Ardeleiro
Johan Fernandez de Ardeleiro (fl. XIV secolo) è stato uno scudiero e poeta galiziano, attivo in Portogallo nel secondo quarto del XIV secolo.
È autore di quattro testi: una cantiga de amor, con schema strofico originale e tre cantigas de escarnio, due delle quali di dubbia paternità.